# (34907) 3527 P-L
3527 P-L (asteroide 34907) é um asteroide da cintura principal. Possui uma excentricidade de 0.05494540 e uma inclinação de 7.55212º.
Este asteroide foi descoberto no dia 17 de outubro de 1960 por Cornelis Johannes van Houten e Ingrid van Houten-Groeneveld e Tom Gehrels em Palomar.